# Rae (Estonia)
Rae es un municipio estonio perteneciente al condado de Harju.
A 1 de enero de 2016 tiene 15 794 habitantes.
Pese a que formalmente es un municipio rural, en la práctica está constituido parcialmente por un conjunto de barrios periféricos meridionales de la capital nacional Tallin. Dos terceras partes de su población viven en cinco localidades, cuya importancia se basa en su proximidad a la capital o buena comunicación con la misma. 

## Localidades
- Aaviku
- Aruvalla
- Assaku
- Järveküla
- Jüri
- Kadaka
- Karla
- Kautjala
- Kopli
- Kurna
- Lagedi
- Lehmja
- Limu
- Pajupea
- Patika
- Peetri
- Pildiküla
- Rae
- Salu
- Seli
- Soodevahe
- Suuresta
- Suursoo
- Tuulevälja
- Ülejõe
- Urvaste
- Vaida
- Vaidasoo
- Vaskjala
- Veneküla
- Veskitaguse

El municipio se ubica en entrada a Tallin por la carretera 2, que une la capital nacional con Tartu.